# Distrito de Kapuvár
El distrito de Kapuvár (húngaro: Kapuvári járás) es un distrito húngaro perteneciente al condado de Győr-Moson-Sopron.
En 2013 tiene 23 705 habitantes. Su capital es Kapuvár.

## Municipios
El distrito tiene 2 ciudades (en negrita) y 17 pueblos
(población a 1 de enero de 2012):
- Babót (1097)
- Beled (2553)
- Cirák (568)
- Dénesfa (363)
- Edve (106)
- Gyóró (419)
- Himod (595)
- Hövej (313)
- Kapuvár (10 353) – la capital
- Kisfalud (730)
- Mihályi (1051)
- Osli (856)
- Rábakecöl (665)
- Répceszemere (256)
- Szárföld (897)
- Vadosfa (75)
- Vásárosfalu (157)
- Veszkény (913)
- Vitnyéd (1359)